# Plaques de matrícula d'Aruba

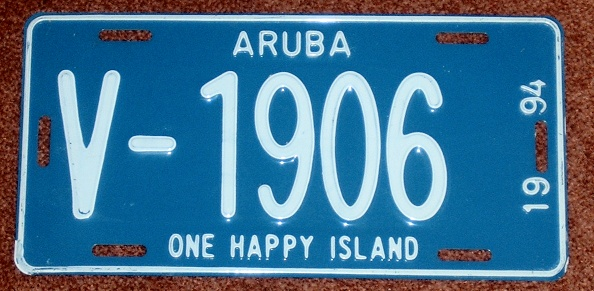
Matrícula de passatgers de l'any 1994.

Aruba exigeix als seus residents registrar els seus vehicles de motor i mostrar les plaques de matrícula. L'illa és una de les últimes jurisdiccions al món que continuen amb l'emissió de noves plaques cada any en lloc de mostrar la revalidació mitjançant adhesius o qualsevol altra documentació.
El format és de 305 x 152 mm o 305 x 160 mm, com la majoria de països del continent Americà. Està composta per una lletra (que indica el tipus d'utilitat del vehicle) i d'una combinació de fins a cinc xifres. A la part superior porten l'eslogan "ONE HAPPY ISLAND" i a la inferior el nom de l'illa (ARUBA). Des del 2011 en lloc del nom de l'illa mostren "aruba.com".

## Tipus
Així trobem que la lletra A indica que el vehicle és de passatgers. La lletra B per autobusos, la D per a vehicles oficials, la T per a vehicles turístics, TR per a camions pessants, TX per a taxis o V per a cotxes de lloguer. Les lletres AG per a les agències de vehicles, GAR per a tallers de reparació de vehicles i MFA per a motocicletes.
La placa en si, és vàlida durant el primer semestre de l'any, i després s'hi afegeix a la part esquerra una llengüeta metàl·lica per indicar la validesa durant el segon semestre del mateix any. Aquesta llengüeta és de color invers a la resta de la placa i ocupa l'espai de la lletra, també mostra l'any en curs.

## Història
Com que les plaques canvien cada any, aquestes són de diferents colors per poder-les distingir.
- 1980. Digits blancs sobre fons marró. Lema "ISLA DI CARNAVAL"
- 1981. Dígits negres sobre fons groc, mateix lema.
- 1982. Dígits vermells sobre fons blanc, mateix lema.
- 1983. Dígits grocs sobre fons blau cel. Canvia el lema a "ONE HAPPY ISLAND"
- 1984. Dígits negres sobre fons groc, mateix lema.
- 1985. Dígits negres sobre fons blanc, mateix lema.
- 1986. Dígits vermells sobre fons groc, mateix lema.
- 1987. Dígits blancs sobre fons blau, mateix lema.
- 1988. Dígits negres sobre fons blanc, mateix lema.
- 1989. Dígits blancs sobre fons vermell, mateix lema.
- 1990. Dígits blancs sobre fons blau, mateix lema.
- 1991. Dígits blancs sobre fons negre. mateix lema.
- 1992. Dígits negres sobre fons blanc, mateix lema.
- 1993. Dígits blancs sobre fons marró, mateix lema.
- 1994. Dígits blancs sobre fons blau, mateix lema.
- 1995. Dígits blancs sobre fons vermell, mateix lema.
- 1996. Dígits blaus sobre fons blanc, mateix lema.
- 1997. Dígits blancs sobre fons blau verdós, mateix lema.
- 1998. Dígits negres sobre blanc, mateix lema
- 1999. Dígits blancs sobre fons taronja, mateix lema.
- 2000. Dígits marrons sobre fons blanc, mateix lema.
- 2001. Dígits negres sobre fons groc, mateix lema.
- 2002. Dígits blancs sobre fons negre, mateix lema.
- 2003. Dígits negres sobre fons taronja, mateix lema.
- 2004. Dígits grocs sobre fons negre, mateix lema.
- 2005. Dígits blancs sobre fons blau, mateix lema.
- 2006. Dígits blancs sobre fons vermell, mateix lema.
- 2007. Dígits negres sobre fons blanc, mateix lema.
- 2008. Dígits blancs sobre fons verd, mateix lema.
- 2009. Dígits negres sobre fons groc, mateix lema.
- 2010. Dígits blancs sobre fons blau, mateix lema.
- 2011. Dígits blancs sobre fons vermell, mateix lema. Es canvia "ARUBA" per "aruba.com".
- 2012. Dígits marró sobre fons blanc, mateix lema.
- 2013. Dígits taronja sobre fons blanc, mateix lema.
- 2014. Dígits negres sobre fons blanc, mateix lema.